# تي جي في دوبلكس
تي جي في دوبلكس (بالفرنسية:  SNCF TGV Duplex)‏ هو قطار كهربائي فرنسي بدأ أشتغاله في سنة 1995 هو من أسرع قطارات العالم.